# C. Norman Brunsdale
C. Norman Brunsdale (Sherbrooke, 1891. július 9. – Mayville, 1978. január 27.) az Amerikai Egyesült Államok szenátora (Észak-Dakota, 1959–1960).